# Большое Юрково
Большое Юрково или Юрково — деревня в Дновском районе Псковской области России. Входит в городское поселение Дно.
Расположена на трассе Дно — Костыжицы вблизи реки Люта. До трассы А-116 Великий Новгород — Псков — 7 км. Расстояние до Пскова — 131 км, до города Дно — 18 км. Насчитывает более 60 подворий.

## Население
| 2001 | 2002 | 2010 |
| ---- | ---- | ---- |
| 253  | ↘184 | ↘144 |

Численность населения деревни составляла на 2000 год — 253 жителя, на 2010 год — 203 жителя.

## История
До 2005 года была административным центром Юрковской волости, до 2015 года входила в Лукомскую волость.
В центре деревни Юрково расположена братская могила. Захоронено 235 человек, из них 8 офицеров, 224 солдата и сержанта и 3 партизана. Известны имена 185 человек. В 1953 году установлен памятник «Скорбящая Мать».